# 黃德純
黃德純（1499年—？年），字敬脩，號亦齋，福建興化府莆田縣人，明朝政治人物。

## 生平
嘉靖元年（1522年）壬午科福建鄉試第九名舉人，十一年（1532年）壬辰科三甲一百五十七名進士。觀工部政，授知縣，陞南京戶部主事，陞員外郎，郎中，累官浙江僉事。嘉靖二十二年（1543年）十二月考察以贪暴罢职。

## 家族
曾祖黃尚彬，祖黃源深，父黃學善，母江氏。永感下。子慥、惺、怡。